# Периренальная кора
Периренальная кора — регион мозга в средней височной доле состоящий из регионов 35 и 36 по Бродману. Она принимает обработанную сенсорную информацию от всех сенсорных регионов, и общепринятой является гипотеза о связи коры с памятью. Она граничит каудально с парагиппокампальным кортексом и вентрально и медиально с энторинальной корой.

## Структура
Периренальная кора состоит из 35 и 36 поля по Бродману. 36 поле иногда делят на три части: 36d самая ростральная и дорасльная, 36r самая вентральная и каудальная, 36с самая каудальная.
35 поле тоже может быть разделено подобным образом на регионы — 35d (дорсальнее) и 35м (вентральнее)

## Функция
Периренальная кора вовлечена и в визуальное восприятии и в память, она облегчает распознавание и идентификацию стимулов окружения. Повреждение периренальной коры и у обезьян и у крыс ведет к нарушением с визуальным распознаванием, нарушением связи между визуальными стимулами и нарушениям распознавания объектов.
Периренальная кора также вовлечена в нахождение разницы между объектами и выделение новых объектов. Крысы с поврежденным периренальным кортексом неспособны различать новые объекты от знакомых уже хотя и имели интерес к новым объектам как и крысы с неповрежденной периренальной корой.
Периренальная кора также получает много аксонов от дофаминэнергической системы связанных с вознаграждением от визуальных стимулов.
Повреждение периренальной коры также вызывает проблемы с распознаванием визуально схожих объектов — например, фена для волос и пистолета.
Роль периренальной коры в формировании и получении ассоциаций между визуальными стимулами (и уникальное анатомическое местоположение в средней височной доле) возможно свидетельствует о том что периренальная кора часть большой семантической системы наделяющая объекты смыслом.